# Fagerlidsparken
Fagerlidsparken är en park i Hökarängen i Stockholms kommun. Den ligger mellan Kontoristvägen, Martinskolan och Tobaksvägen. Den är lätt kuperad och till största delen gräsbevuxen. I parken finns en lekplats med en damm utsmyckad av konstnärerna Maija Eloranta, Angela Rubencrantz och Gunvor Larsson. I parken finns även Ägget, eller Påskägget, som är en lekskulptur av Egon Möller-Nielsen.
Ytan uppgår till 2,3 hektar. Parkleksverksamhet fanns här fram till 1992.

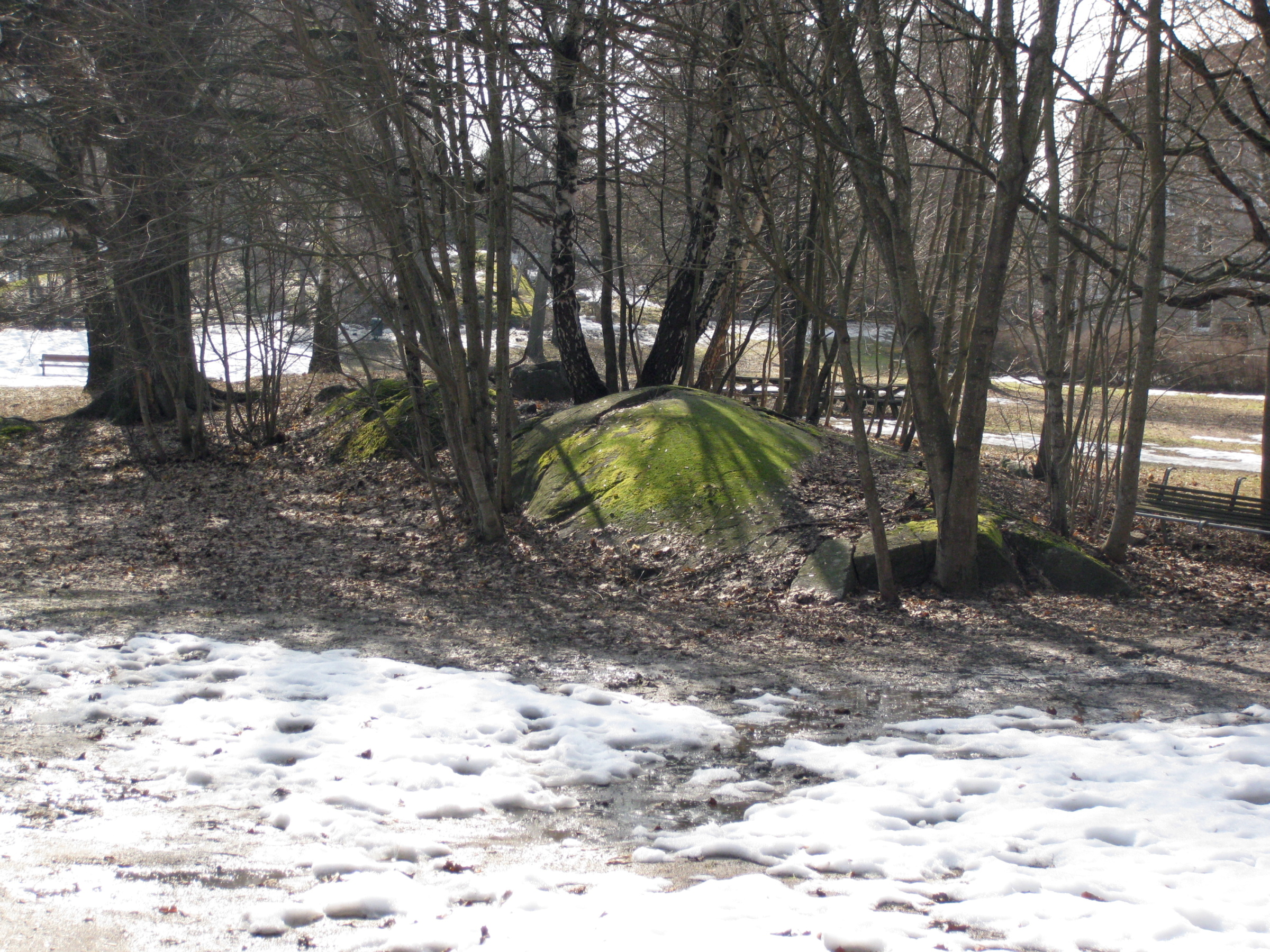
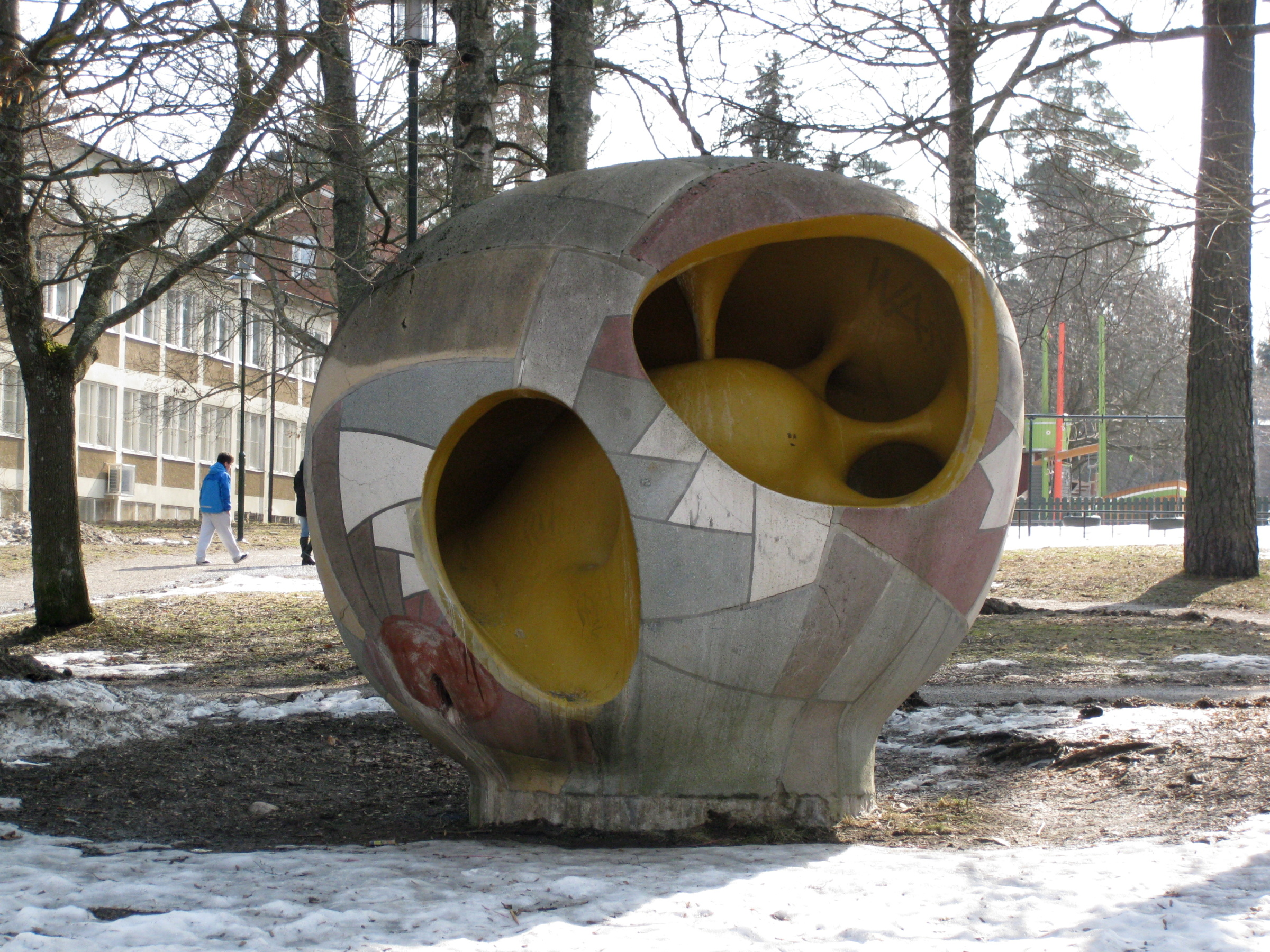
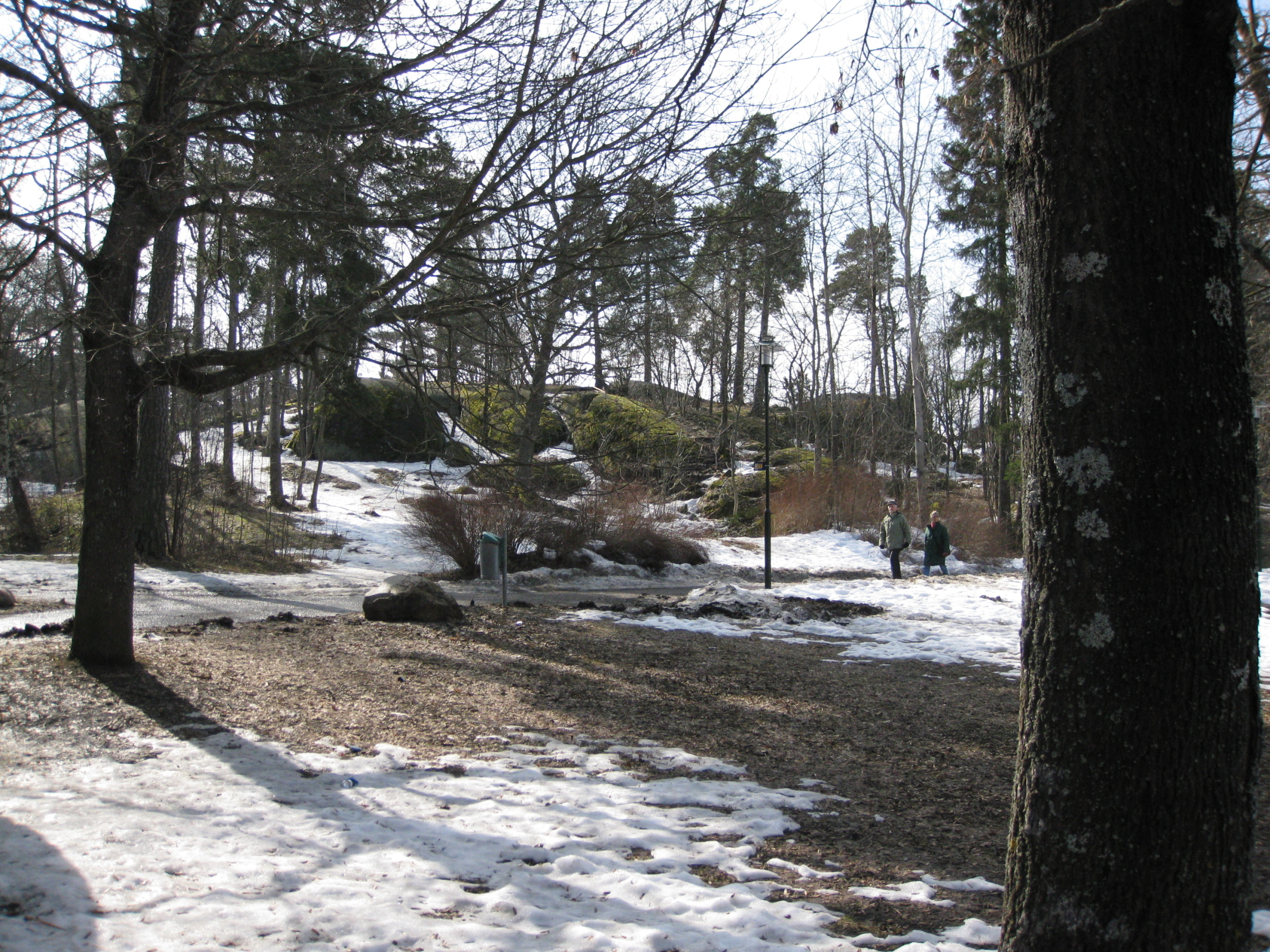